# Saint-Sulpice (Nièvre)
Saint-Sulpice is een gemeente in het Franse departement Nièvre (regio Bourgogne-Franche-Comté) en telt 460 inwoners (2009). De plaats maakt deel uit van het arrondissement Nevers.

## Geografie
De oppervlakte van Saint-Sulpice bedraagt 25,4 km², de bevolkingsdichtheid is 17,9 inwoners per km².
De onderstaande kaart toont de ligging van Saint-Sulpice (Nièvre) met de belangrijkste infrastructuur en aangrenzende gemeenten.

## Demografie
Onderstaande figuur toont het verloop van het inwonertal (bron: INSEE-tellingen).